# Amalia la secretaria
Amalia la secretaria es una película dramática colombiana de 2018 dirigida y escrita por Andrés Burgos. Cuenta con las actuaciones de Marcela Benjumea, Enrique Carriazo, Patricia Tamayo, Ana María Arango y Fabio Rubiano. Participó en importantes eventos a nivel mundial como el Festival de Cine Latino de Chicago y el Festival Internacional de Nuevo Cine Latinoamericano de La Habana. En 2018 ganó, además, tres Premios Macondo, entregados por la Academia Colombiana de Artes y Ciencias Cinematográficas.

## Sinopsis
Amalia es una eficiente secretaria que mantiene bajo control el ambiente de la oficina. Cuando un desordenado técnico llamado Lázaro aparece en la oficina, el equilibrio creado minuciosamente por Amalia se rompe. Curiosa, la secretaria empieza a internarse progresivamente en la vida del técnico, comprobando que ambos tienen muchas cosas en común.

## Reparto
- Marcela Benjumea - Amalia Montoya
- Enrique Carriazo - Lázaro
- Ana María Arango - Raquel
- Fernando Arévalo - Hernando
- Juan Pablo Barragán - Augusto
- Diego León Hoyos - Bernardo Vallejo
- Carolina López - Sasha Vallejo
- Marco Antonio López - Pachito
- Fabio Rubiano - Roberto